# Blåvand
Blåvand är en turistort i Varde kommun, nordväst om Esbjerg. Bebyggelsen ligger vid Blåvandshuk, som är Jyllands västligaste punkt. Området har genom åren utvecklats till en semesterort med framför allt tyska och nederländska besökare. 
I byn ligger det militärhistoriska Tirpitzmuseet med bunkrar i Atlantvallen från andra världskriget. 
På Blåvandshuk ligger den 39 meter höga Blåvands fyr från 1900. Där etablerades 1914 också kustradiostationen Blåvand Radio, som senare flyttades ett par kilometer inåt land. Utanför Hornshuk ligger Horns rev.
Blåvand Redningsstation inrättades 1852 av Nørrejydske Redningsvæsen som en av Danmarks första sjöräddningsstationer. År 1902 inrättades Blåvandshuk Redningsstation som en bistation till denna, det vill säga en station, som bemannades med sjöräddare från huvudstationen. Blåvandshuk hade ingen raketapparat, utan enbart en räddningsbåt. Stationen i Blåvandshuk lades ned 1932.
Norr om bebyggelsen ligger naturområdet Kallesmærsk Hede, som ingår i det militära övningsområdet Oksbøl Skyde- og Øvelsesterræn.

## Bildgalleri

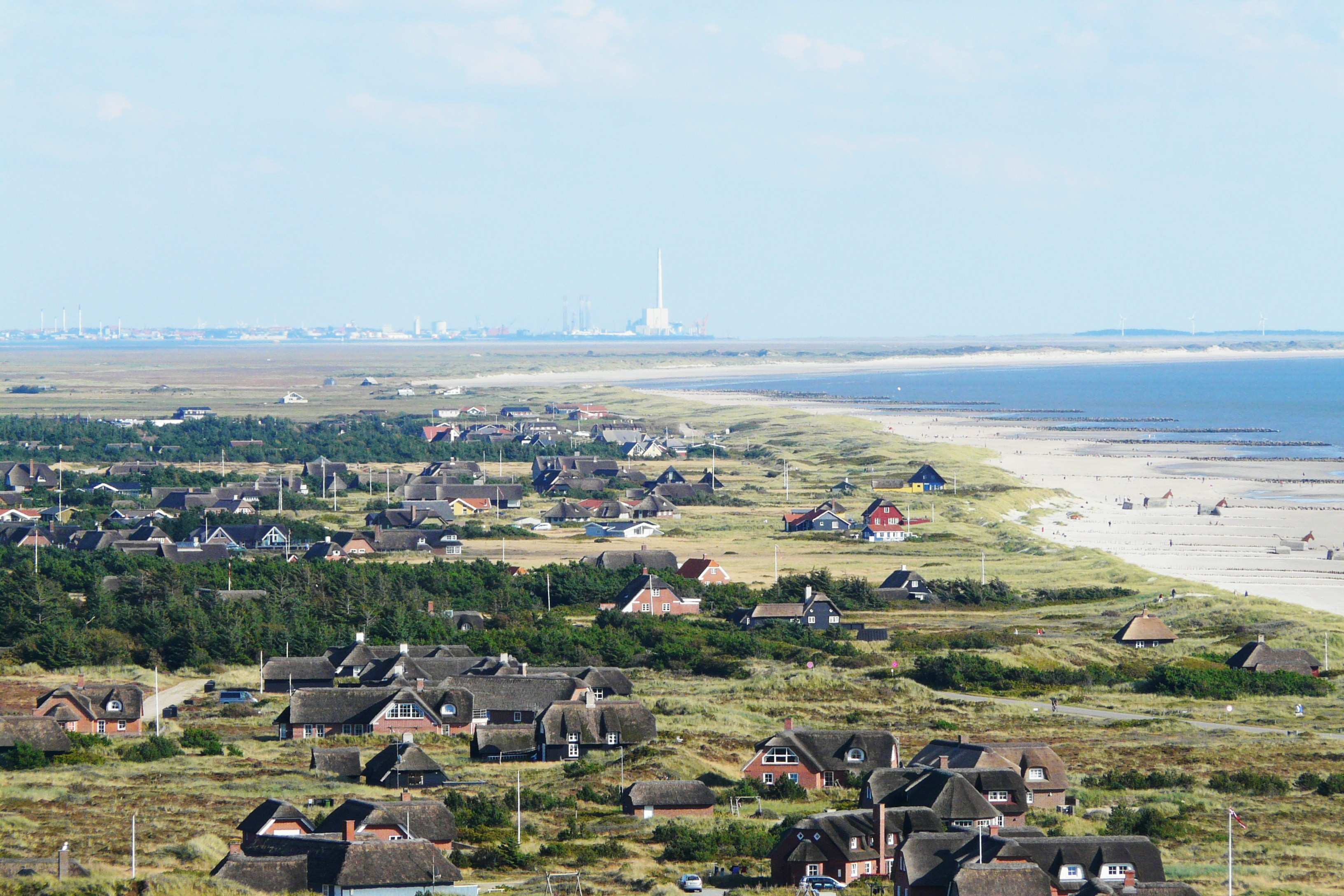
Blåvatn från Blåvand Fyr
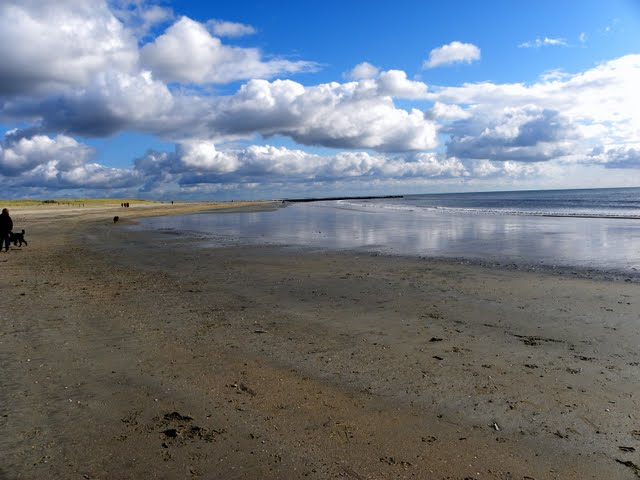
Stranden vid Blåvand
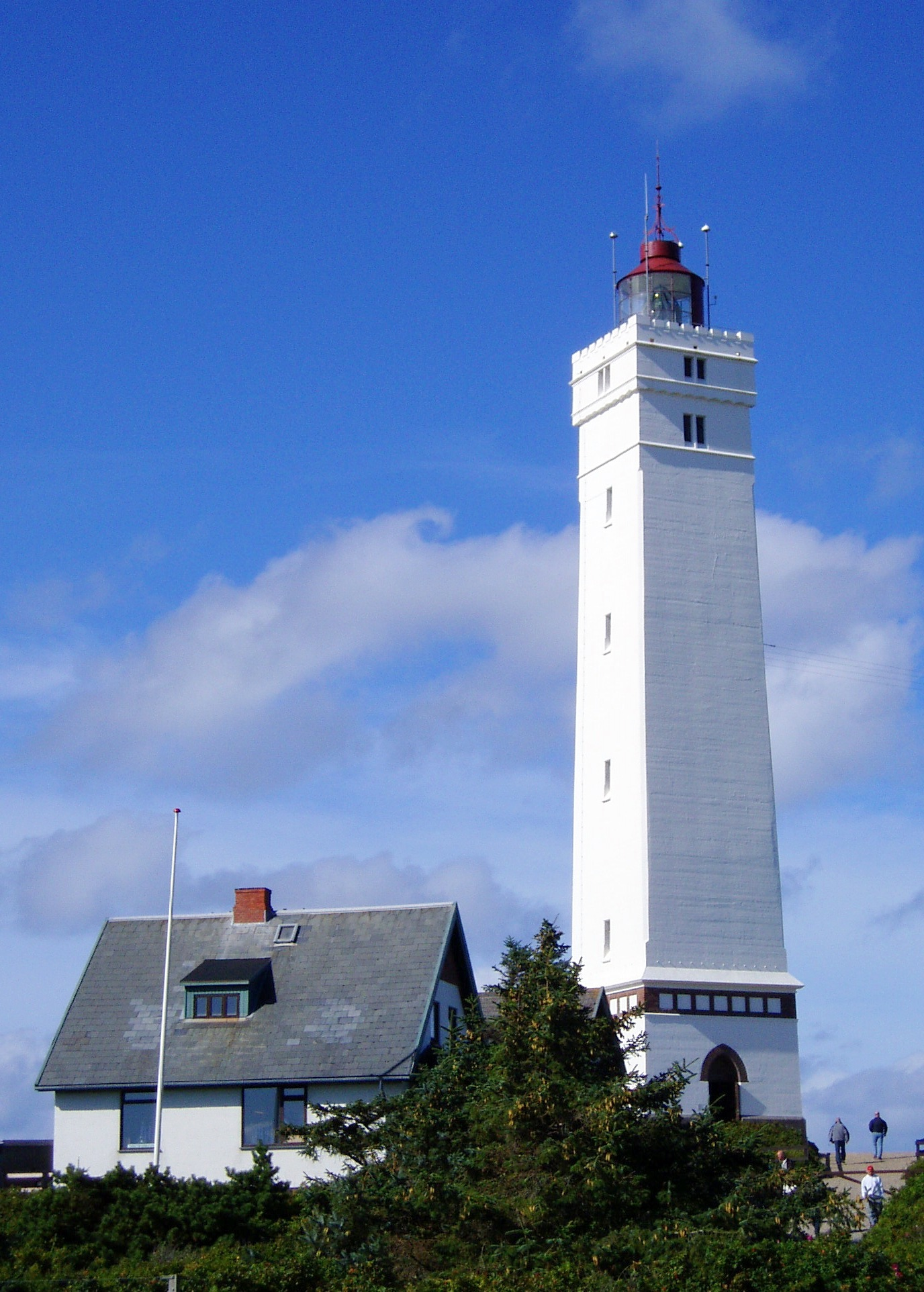
Blåvand Fyr
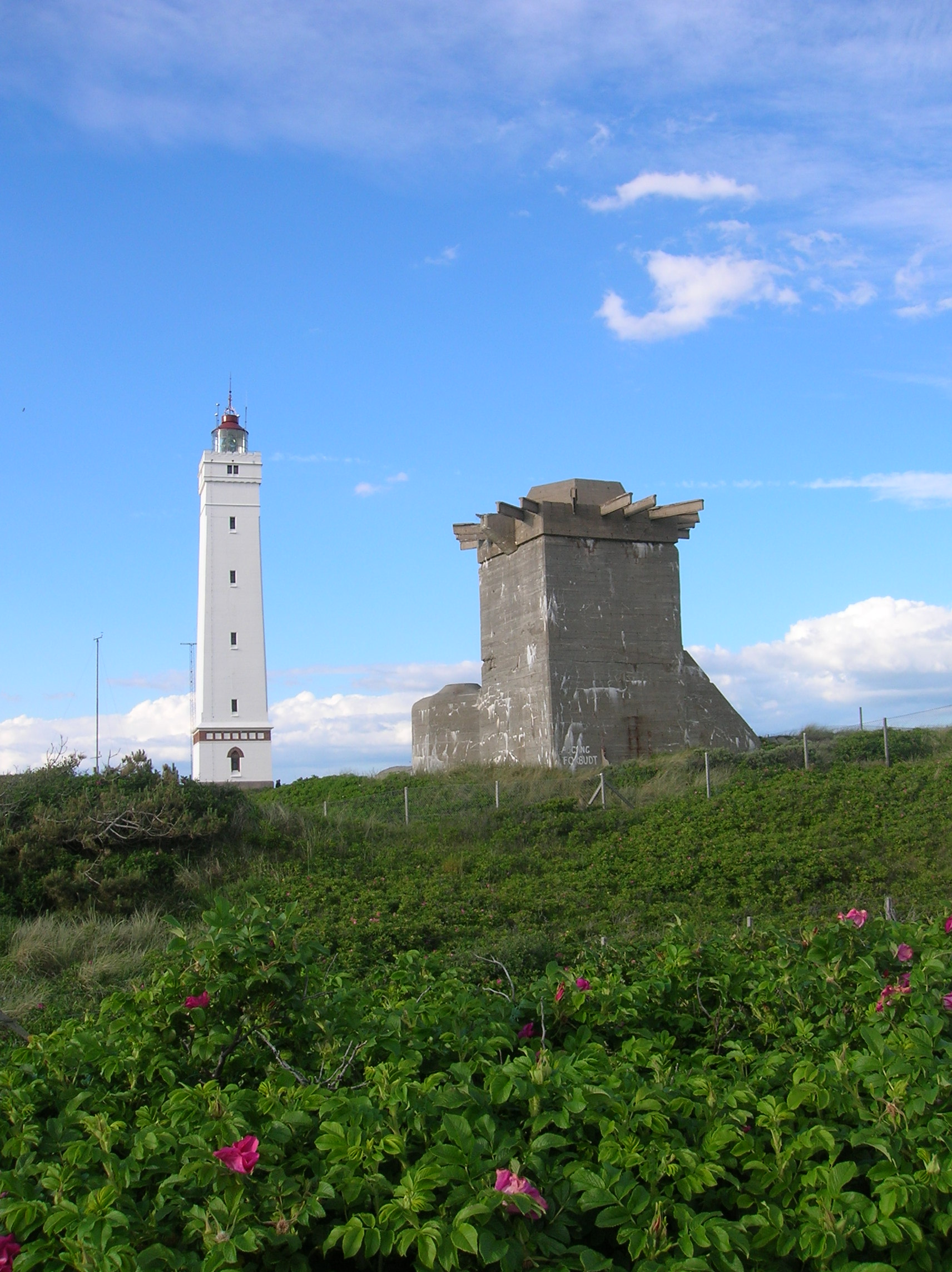
Blåvand Fyr och bunker
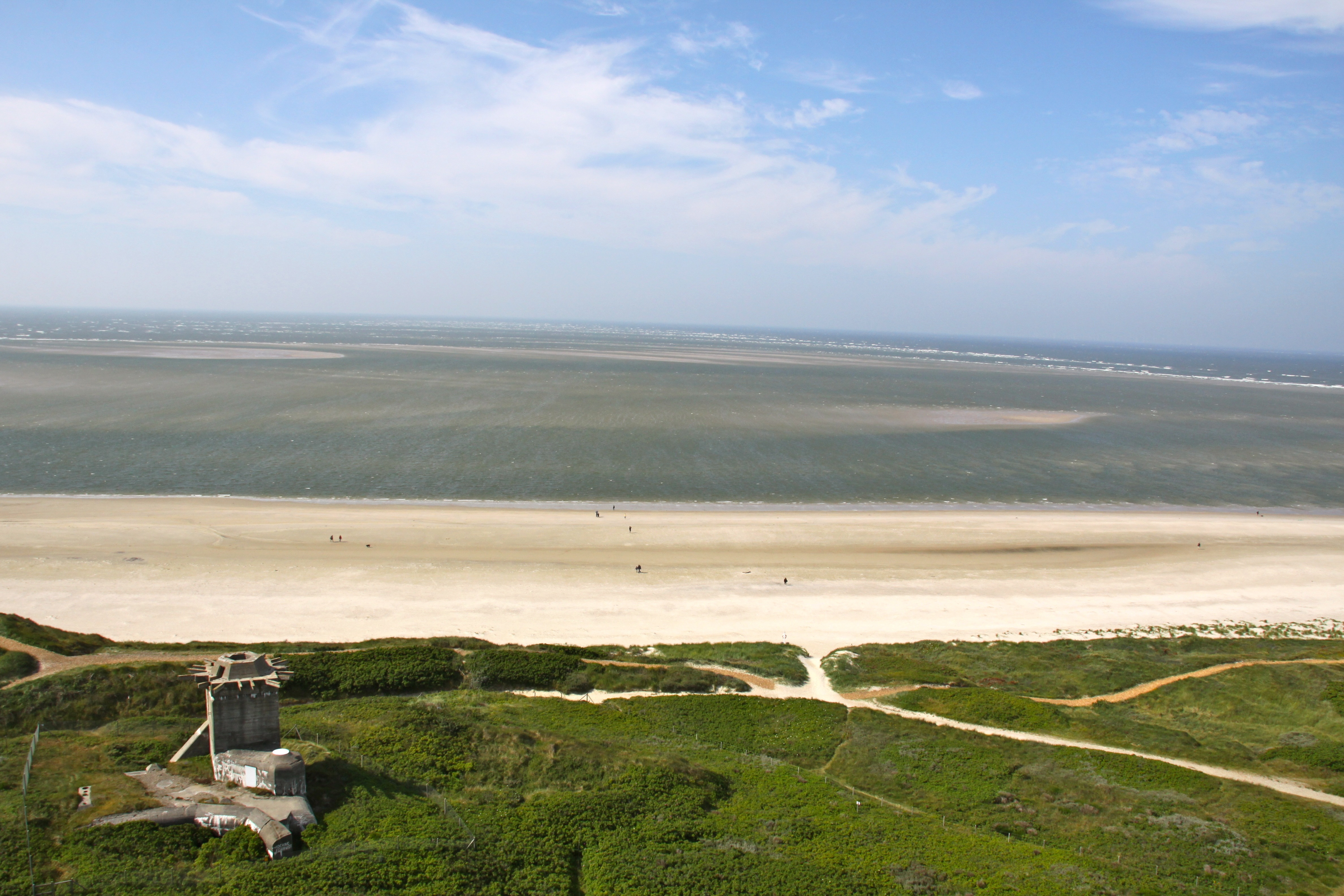
Bunker i Tirpitzbefästningen
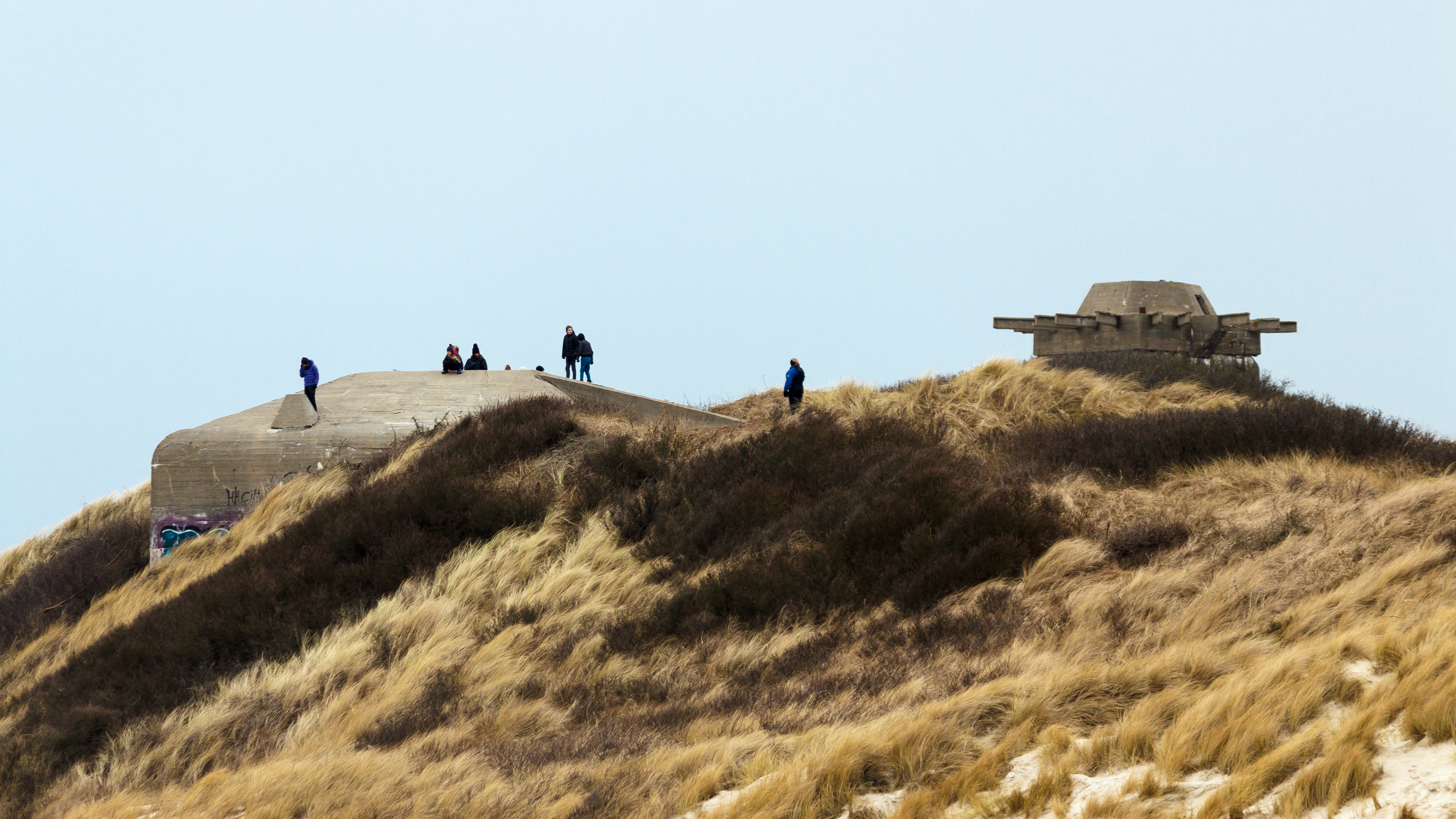
Bunkrar i Tirpitzbefästningen
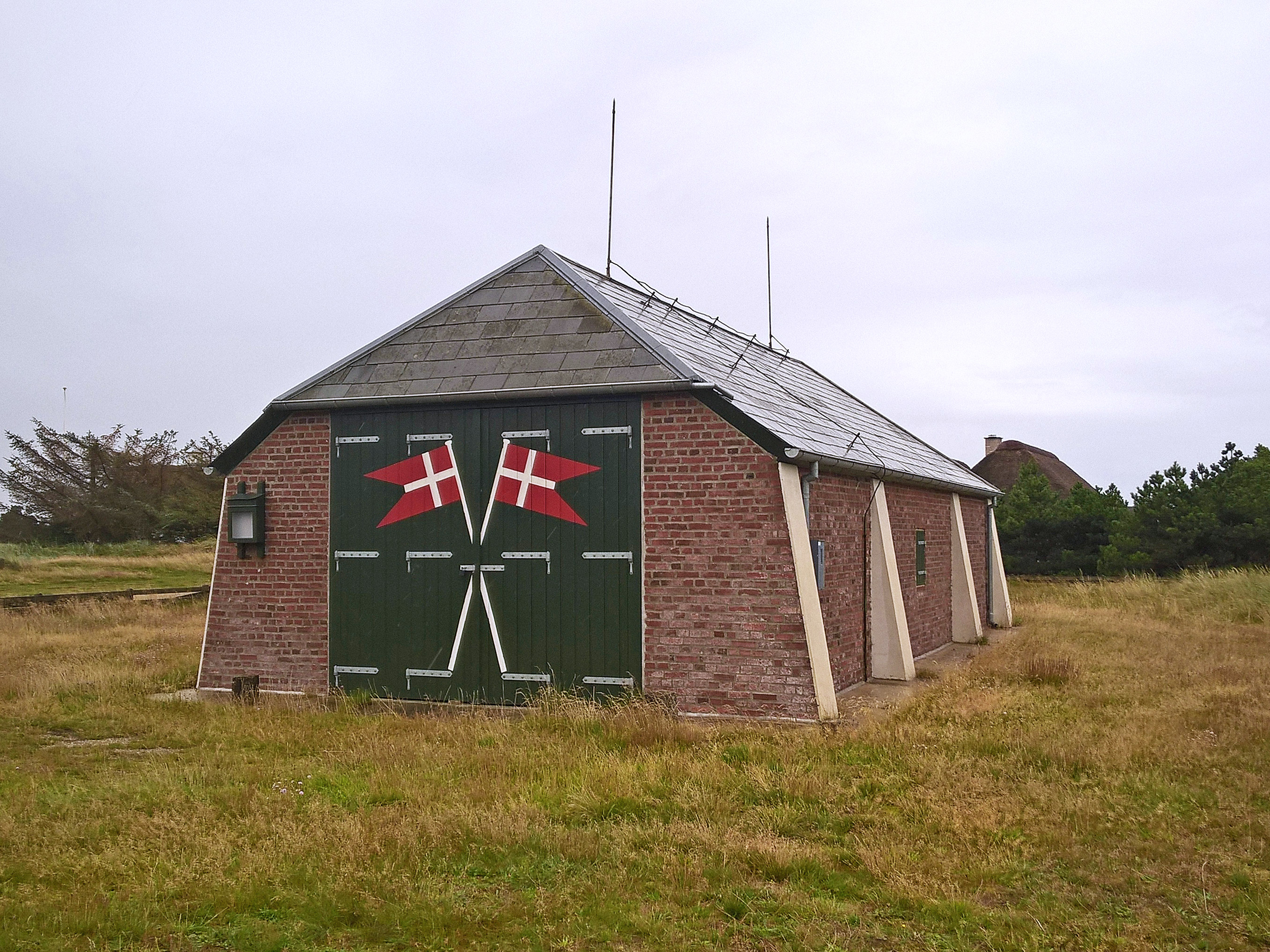
Blåvand Redningsstation